# Courbeveille
Courbeveille est une commune française, située dans le département de la Mayenne en région Pays de la Loire, peuplée de 633 habitants.
La commune fait partie de la province historique du Maine, et se situe dans le Bas-Maine.

## Géographie
La commune est au sud-ouest du Bas-Maine. Son bourg est à 6 km au nord de Cossé-le-Vivien, à 11 km au sud-est de Loiron et à 15 km au sud-ouest de Laval.

### Communes limitrophes
| Montjean        | Ahuillé      | Ahuillé |
| Montjean        | Courbeveille | Ahuillé |
| Cossé-le-Vivien | Astillé      | Astillé |

### Climat
Pour des articles plus généraux, voir Climat des Pays de la Loire et Climat de la Mayenne.
En 2010, le climat de la commune est de type climat océanique altéré, selon une étude du CNRS s'appuyant sur une série de données couvrant la période 1971-2000. En 2020, Météo-France publie une typologie des climats de la France métropolitaine dans laquelle la commune est exposée à un climat océanique et est dans la région climatique  Bretagne orientale et méridionale, Pays nantais, Vendée, caractérisée par une faible pluviométrie en été et une bonne insolation. 
Pour la période 1971-2000, la température annuelle moyenne est de 11,2 °C, avec une amplitude thermique annuelle de 13,7 °C. Le cumul annuel moyen de précipitations est de 747 mm, avec 12,4 jours de précipitations en janvier et 6,7 jours en juillet. Pour la période 1991-2020, la température moyenne annuelle observée sur la station météorologique de Météo-France la plus proche, sur la commune de Cossé-le-Vivien à 6 km à vol d'oiseau, est de 12,0 °C et le cumul annuel moyen de précipitations est de 796,1 mm,. Pour l'avenir, les paramètres climatiques de la commune estimés pour 2050 selon différents scénarios d'émission de gaz à effet de serre sont consultables sur un site dédié publié par Météo-France en novembre 2022.

## Urbanisme

### Typologie
Au 1er janvier 2024, Courbeveille est catégorisée commune rurale à habitat dispersé, selon la nouvelle grille communale de densité à sept niveaux définie par l'Insee en 2022.
Elle est située hors unité urbaine. Par ailleurs la commune fait partie de l'aire d'attraction de Laval, dont elle est une commune de la couronne,. Cette aire, qui regroupe 66 communes, est catégorisée dans les aires de 50 000 à moins de 200 000 habitants,.

### Occupation des sols
L'occupation des sols de la commune, telle qu'elle ressort de la base de données européenne d’occupation biophysique des sols Corine Land Cover (CLC), est marquée par l'importance des territoires agricoles (98 % en 2018), en diminution par rapport à 1990 (99,9 %). La répartition détaillée en 2018 est la suivante : 
terres arables (64,3 %), prairies (31,8 %), zones urbanisées (2 %), zones agricoles hétérogènes (1,9 %), eaux continentales (0,1 %). L'évolution de l’occupation des sols de la commune et de ses infrastructures peut être observée sur les différentes représentations cartographiques du territoire : la carte de Cassini (XVIIIe siècle), la carte d'état-major (1820-1866) et les cartes ou photos aériennes de l'IGN pour la période actuelle (1950 à aujourd'hui).

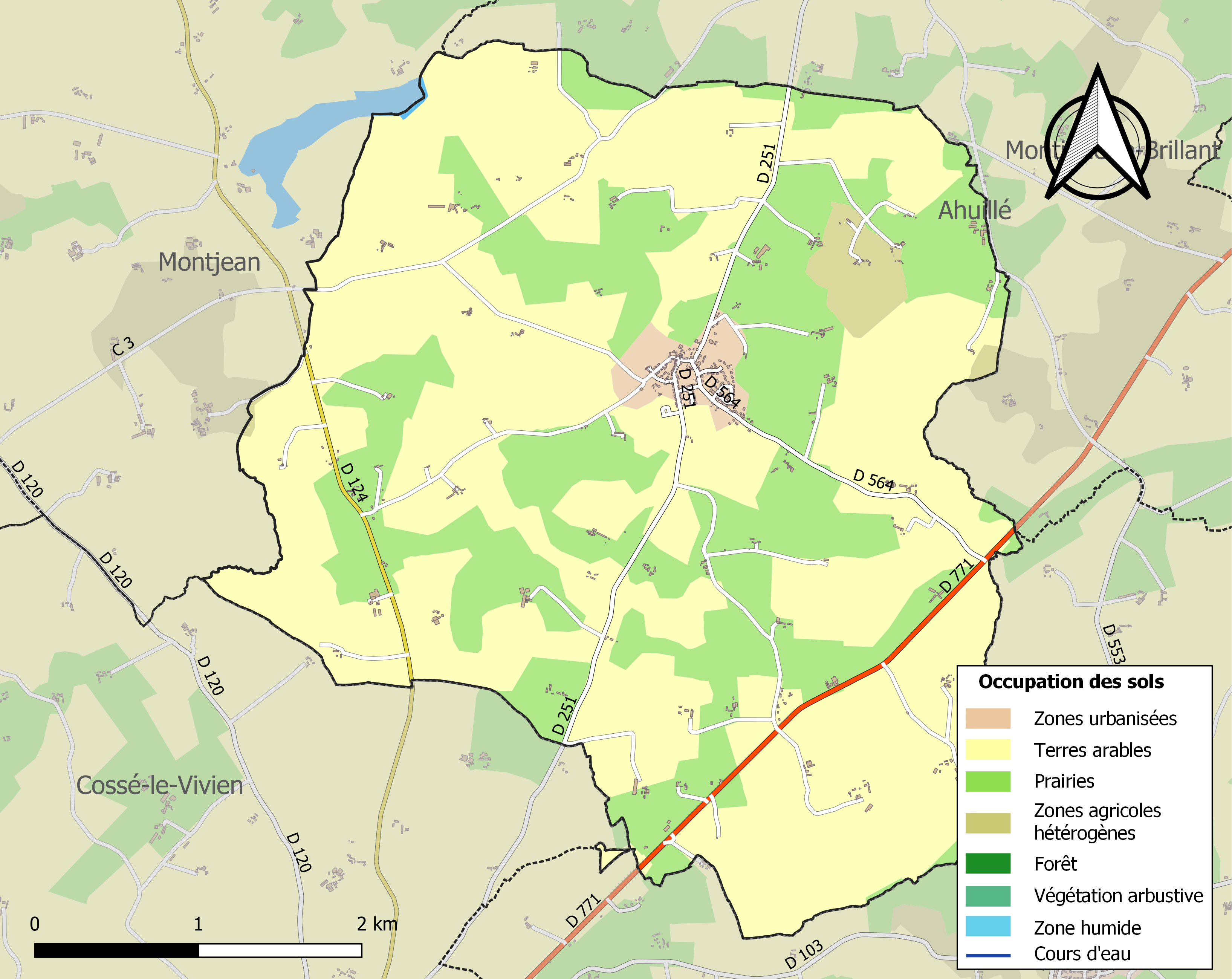
Carte des infrastructures et de l'occupation des sols de la commune en 2018 (CLC).

## Toponymie
Le toponyme est attesté sous la forme castrum Curvae Villae au XIe siècle. Il serait issu du bas latin curva villa, « ferme courbe » ou « village courbe ».
Le gentilé est Courbeveillais.

## Politique et administration
| Période        | Période        | Identité          | Étiquette | Qualité                                        |
| -------------- | -------------- | ----------------- | --------- | ---------------------------------------------- |
| 1983           | 2001           | Alphonse Tréton   |           | Agriculteur                                    |
| 2001           | mars 2014      | Monique Collet    | SE        | Cuisinière                                     |
| mars 2014      | septembre 2017 | Géraldine Bannier | MoDem     | Professeur, députée                            |
| septembre 2017 | mai 2020       | Jean-Luc Moussu   | SE        |                                                |
| mai 2020       | En cours       | Jean-Noël Ambrois | SE        | Gardien de propriété et chauffeur de balayeuse |

Le conseil municipal est composé de quinze membres dont le maire et trois adjoints.

## Population et société

### Démographie
L'évolution du nombre d'habitants est connue à travers les recensements de la population effectués dans la commune depuis 1793. Pour les communes de moins de 10 000 habitants, une enquête de recensement portant sur toute la population est réalisée tous les cinq ans, les populations de référence des années intermédiaires étant quant à elles estimées par interpolation ou extrapolation. Pour la commune, le premier recensement exhaustif entrant dans le cadre du nouveau dispositif a été réalisé en 2005.
En 2022, la commune comptait 633 habitants, en évolution de −1,09 % par rapport à 2016 (Mayenne : −0,73 %, France hors Mayotte : +2,11 %).
Au premier recensement républicain, en 1793, Courbeveille comptait 1 110 habitants, population jamais atteinte depuis. Elle est la commune la moins peuplée du canton de Saint-Berthevin.
| 1793  | 1800 | 1806  | 1821  | 1831  | 1836  | 1841 | 1846 | 1851 |
| ----- | ---- | ----- | ----- | ----- | ----- | ---- | ---- | ---- |
| 1 110 | 847  | 1 064 | 1 088 | 1 105 | 1 001 | 954  | 974  | 969  |

| 1856 | 1861 | 1866 | 1872 | 1876 | 1881 | 1886 | 1891 | 1896 |
| ---- | ---- | ---- | ---- | ---- | ---- | ---- | ---- | ---- |
| 898  | 877  | 831  | 763  | 761  | 731  | 668  | 640  | 593  |

| 1901 | 1906 | 1911 | 1921 | 1926 | 1931 | 1936 | 1946 | 1954 |
| ---- | ---- | ---- | ---- | ---- | ---- | ---- | ---- | ---- |
| 576  | 557  | 563  | 530  | 540  | 518  | 502  | 522  | 494  |

| 1962 | 1968 | 1975 | 1982 | 1990 | 1999 | 2005 | 2006 | 2010 |
| ---- | ---- | ---- | ---- | ---- | ---- | ---- | ---- | ---- |
| 457  | 423  | 416  | 503  | 487  | 488  | 569  | 582  | 657  |

| 2015 | 2020 | 2022 | - | - | - | - | - | - |
| ---- | ---- | ---- | - | - | - | - | - | - |
| 635  | 638  | 633  | - | - | - | - | - | - |

## Culture locale et patrimoine

### Lieux et monuments
- Église Saint-Sulpice, du XIXe siècle. Elle abrite une Vierge à l'Enfant du XVIIe[28].
- Château de Courbeveille, ancien château médiéval disparu.
- Château de la Patrière reconstruit au XIXe siècle.

### Personnalités liées à la commune
- Géraldine Bannier, maire de la commune depuis 2014 et députée de la deuxième circonscription de la Mayenne depuis juin 2017.